# Enicospilus runicus
Enicospilus runicus là một loài tò vò trong họ Ichneumonidae.